# Nasreddine Ben Saïda
Nasreddine Ben Saïda est un journaliste tunisien, directeur de publication du journal Attounissia.

## Biographie
Le 15 février 2012, son journal publie des images — sorties auparavant par le magazine GQ allemand — du footballeur Sami Khedira avec sa compagne, le mannequin Lena Gercke, en train de prendre la pose de manière lascive,,. Le quotidien français 20 minutes, juge les photos « plutôt sensuelles ». 
Le lendemain, à la suite de cette publication, il est arrêté, avec deux salariés du journal, par la police tunisienne car elle estime que ces images portent « atteinte aux bonnes mœurs » du pays. À l'issue de l'interrogatoire, ses collaborateurs sont libérés mais Ben Saïda est maintenu en détention ; c'est la première fois depuis la révolution tunisienne de 2011 et la fin de l'ère Ben Ali, qu'un journaliste est emprisonné.
Soutenu par la presse tunisienne et diverses associations, notamment Reporters sans frontières, il entame une grève de la faim, le 18 février, en guise de protestation. Le 8 mars, Ben Saïda est condamné par le tribunal de première instance de Tunis à payer une amende de 1 000 dinars et à détruire 20 000 exemplaires du numéro incriminé ; ses avocats indiquent qu'ils vont faire appel,,.